# Luca Gaurico
Luca Gaurico (en latín: Lucas Gauricus; Gauro, 12 de marzo de 1475 – Roma, 6 de marzo de 1558) fue un obispo católico y astrólogo italiano.

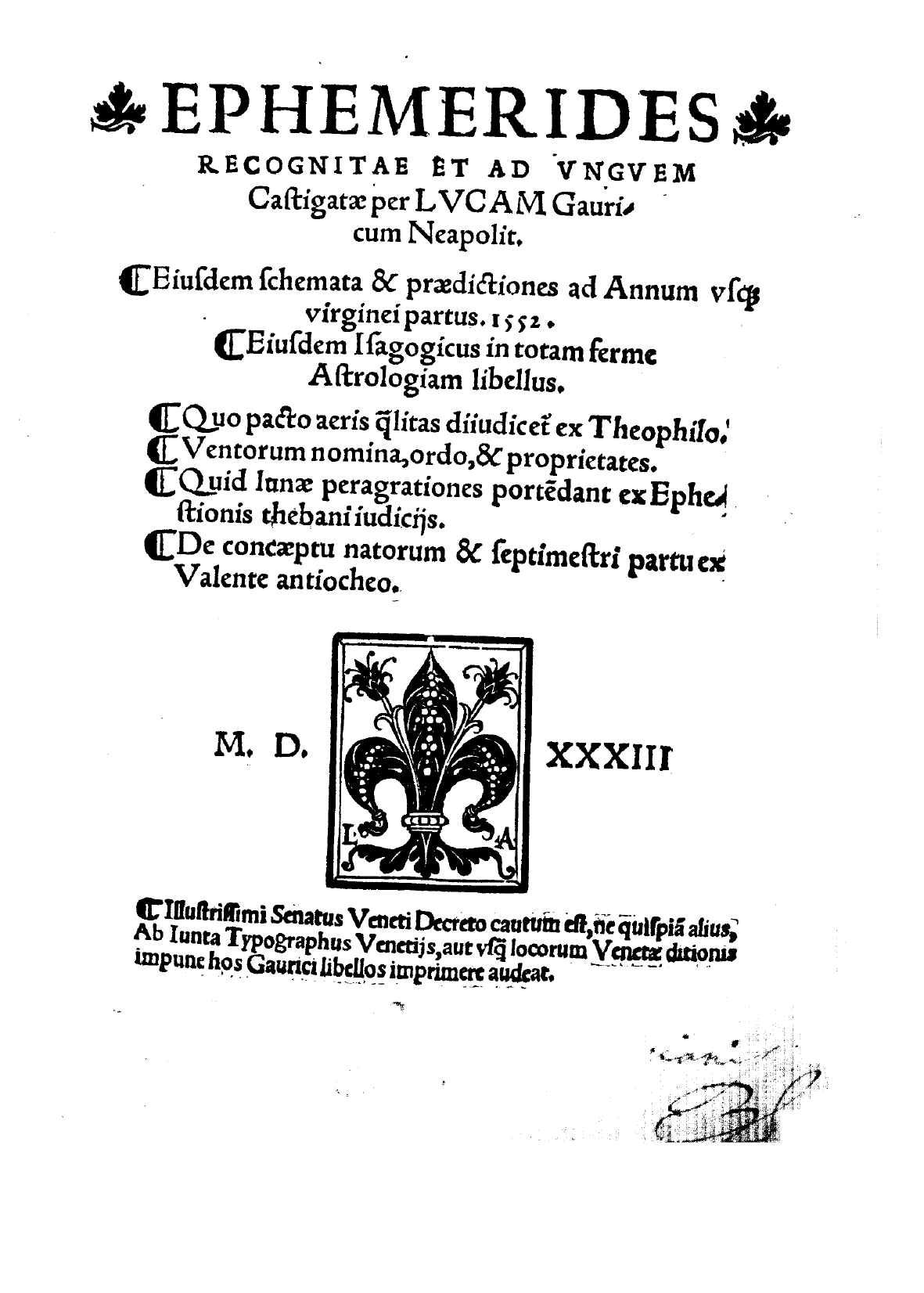
Ephemerides recognitae et a unguem castigatae, 1533

## Biografía
Gaurico nació en Gauro, actualmente Montecorvino Rovella entonces Estado de Giffoni, hijo de Bernardino y de Cerelia Linguiti. El padre era gramático, literato, poeta y escritor, según los cánones propios de la época caracterizada por el fervor por los estudios clásicos y el amor a todo aquello que se sabía era de origen de grecolatino. El joven Luca permaneció en Gauro hasta finales de 1490, cuando inició sus estudios dirigidos por su padre, un erudito que hasta su muerte en 1497 formó en la erudicción a su hijo, dentro de la cultura humanística del Nápoles de aquella época, bajo el pacífico reinado de Fernando I de Aragón, que tenía a su lado a los poetas más afamados de la época, como Pontano y Sannazzaro.
Poco después se mudó con su hermano a Padua, donde seguía las lecciones del filósofo Pietro Pomponazzi, teniendo por compañeros a Girolamo Fracastoro, Andrea Navagero, Gaspare Contarini, Pierio Valeriano (Giovanni Pietro Dale Foss) y Giovan Battista Ramusio.
Hacia 1502, a los 27 años, consiguió la licenciatura y el título de Doctor artium.
Siguió estudios de astrología judicial, una disciplina que explicó y defendió en el su tratado Oratio de Inventoribus et Astrologiae Laudibus (1508). La astrología judicial tenía por objeto el estudio del destino del hombre (astrologia judiciaria; astrología universal) y cómo podía ser influido a largo plazo por las estrellas del cielo natal, cuidadosamente estudiado y ajustado a las diferencias "a personam". Según Gaurico, no eran las estrellas las que influyen en el carácter y el destino de las personas, sino las propiedades concedidas por Dios mismo a cada persona, que se ven reflejadas en la configuración estelar presente en el momento en el cual Dios concedía al individuo nacer. Su trabajo más famoso es el Tractatus Astrologicus.

### Carrera como astrólogo
La buena reputación de Luca Gaurico creció tanto que fue reclamado como "consultor astrológico" de Catalina de Médici. Corrían rumores de que Gaurico había predicho la ascensión al solio pontificio del cardenal Giovanni de Lorenzo de Médici, tío abuelo de Catalina y futuro papa León X, cuando apenas había cumplido catorce años. Además, predijo que el tío de Catalina, Julio de Médici se vería envuelto en importantes disputas políticas y habría tenido numerosos descendientes. Efectivamente, Julio de Médici, una vez convertido en el papa Clemente VII, estuvo involucrado en disputas políticas y diplomáticas tanto con el emperador Carlos I de España como con Enrique VIII de Inglaterra, y se murmuraba que había tenido 29 hijos ilegítimos.

#### Torturado por Giovanni II Bentivoglio
Era profesor de astronomía en la Universidad de Bolonia cuando en enero de 1506 el signore de la ciudad Giovanni II Bentivoglio le consultó para conocer su destino. Poco gratificado por la profecía recibida, Bentivoglio sometió a Gaurico a la tortura de la mancuerda, que le provocó daños permanentes por el resto de su vida, y le entregó a la Inquisición.  
Después de la derrota de Bentivoglio, cuando Bolonia fue conquistada por las tropas papales al mando del papa Julio II en persona, el trabajo de Gaurico recibió de nuevo el consenso general.
Luca Gaurico se hizo famoso después de haber predicho la ascensión al solio pontificio de Alejandro Farnesio, predicción que se convirtió en realidad cuando fue elegido papa con el nombre de Paulo III. Parece ser que Gaurico también había predicho la enfermedad y la muerte de este Pontífice, esta última acontecida el 10 de noviembre del 1549, el día que al parecer había indicado Gaurico.[cita requerida]

### Obispo de Civitate
El Papa Paolo III, que incentivaba a los astrólogos para que se trasladasen a Roma para trabajar bajo su protección, trajo a su lado a Luca Gaurico como su astrólogo personal oficioso, lo hizo miembro de la mesa papal, y además lo nombró caballero. En 1545 el papa Paulo III nombró a Gaurico obispo de Civitate, en Capitanata. Cuatro años después de la muerte del papa Paulo III, Gaurico abandonó estos cargos y se marchó de Roma.

#### Tractatus Astrologicus
Su libro Tractatus Astrologicus contenía las cartas natales de papas y cardenales, de muchos reyes y nobles, de estudiosos, músicos y artistas. Luca Gaurico examinaba sistemáticamente cada carta natal, comparaba la vida de personas importantes del pasado con sus cartas astrales y la vida de la persona en cuestión, y en el caso de los sujetos vivos, parece ser que intentaba predecir el éxito de sus vidas y carreras. Además Gaurico intentó calcular la fecha exacta de la crucifixión de Cristo, y de establecer el número exacto de horas entre la crucifixión y la resurrección.

### Predicción sobre la muerte del rey Enrique II de Francia

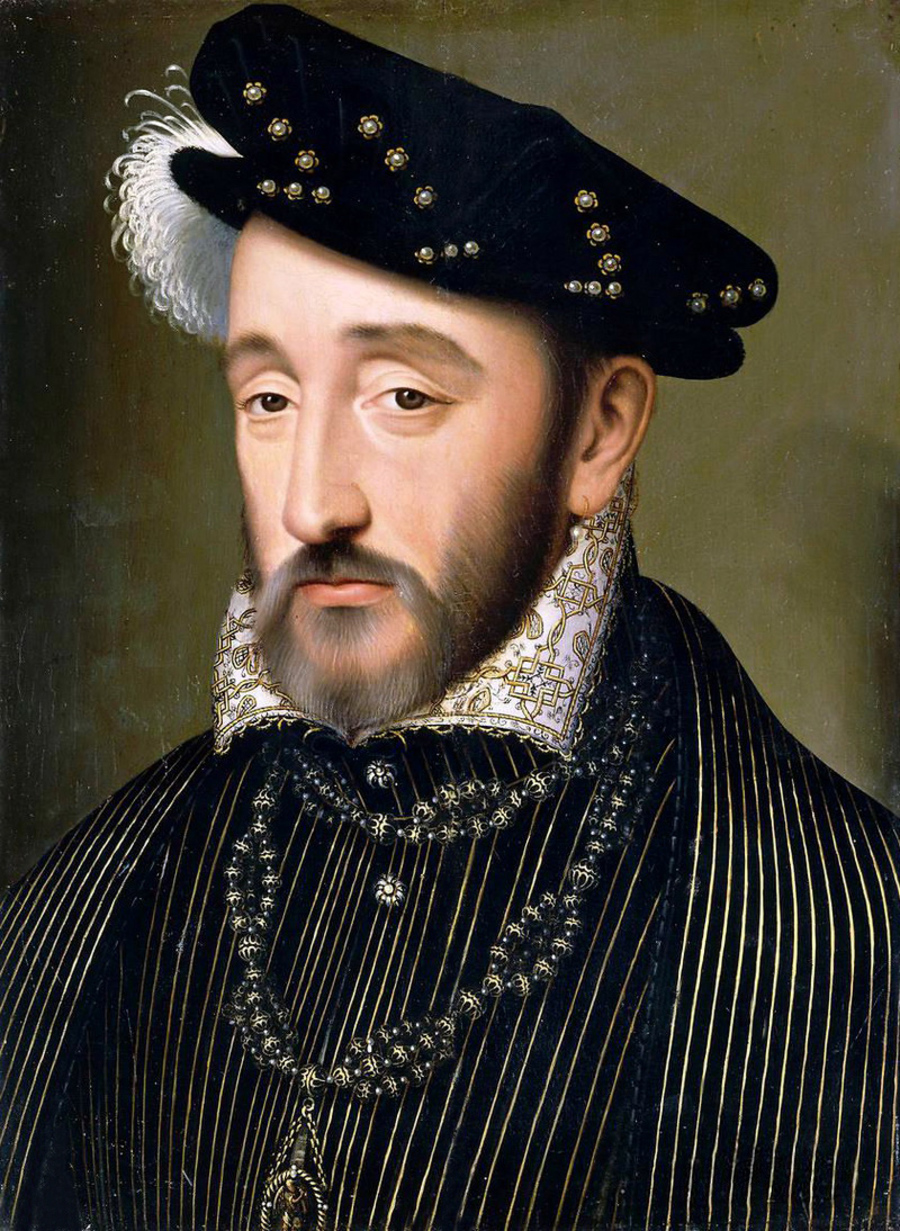
Enrique II de Francia, quien según se dice murió de acuerdo con las predicciones tanto de Nostradamus como de Gauricus.

En uno de sus vaticinios de julio de 1552, Luca Gaurico pareció predecir exactamente el modo en el que el rey Enrique II de Francia habría muerto siete años después.
El escrito que contenía el vaticinio estaba dirigido a Hércules II de Este, duque de Ferrara, Módena y Reggio, deseoso de conocer el destino de Carlos V, de Fernando I y del rey de Francia.
De hecho, el 1 de julio de 1559, durante un torneo con enfrentamientos entre caballeros con armadura dotados de inocuas lanzas de madera para celebrar la Paz de Cateau-Cambrésis (firmado con sus enemigos históricos, los Habsburgo austriacos), y para festejar el matrimonio de su hija Isabel de Valois con el rey Felipe II de España, durante la justa final, el ojo del rey Enrique fue atravesado por una astilla desprendida de la lanza, que le penetró también hasta el cerebro. El adversario era Gabriel Montgomery, capitán de la Guardia Escocesa del Rey. Enrique II debió sufrir terriblemente, y a pesar de los esfuerzos del cirujano real Ambroise Paré, murió el 10 de julio de 1559 y fue sepultado en la Basílica de Saint-Denis.
A la muerte del soberano francés, el escrito de Gaurico se hizo muy popular sobre todo en Francia, donde se debatió durante mucho tiempo sobre la validez o no de las predicciones astrológicas. En esta predicción Gaurico pareció apoyar al propio comprador, favorable a Francia; en este caso, había señalado en los ojos el peligro principal para la vida de Enrique II.

### Carta astral de Martín Lutero
Respecto al nacimiento de Martín Lutero, Gaurico descubrió una conexión entre la fecha (el 10 de noviembre del 1483, según el ajuste al conteo del calendario gregoriano) y una "gran conjunción", es decir una alineación (puramente visual, vista desde la Tierra) de los planetas Júpiter y Saturno. Según la astrología judicial, las grandes conjunciones debían preceder enormes cambios en las estructuras del poder secular y religioso. Desde que la “gran conjunción” de 1484 tuvo lugar en el signo de Escorpio, un signo astrológico que venía interpretado como anunciador de acontecimientos radicales, revoluciones, epidemias y gran mortandad para muchos, esto hizo pensar a Gaurico que por la vía de Lutero se estarían produciendo cambios drásticos en todas las esferas de la sociedad, al igual que de hecho sucedió debido a la Reforma protestante.

## Astrología y edificios
Luca Gaurico, ampliamente reconocido como astrólogo, en su Tractatus Astrologicus (1552) incluyó también planos y cartas de la fundación de algunos edificios y ciudades.
Por este motivo, el Papa Paulo III quiso que Gaurico determinase el momento más propicio para colocar la primera piedra de un nuevo edificio en las proximidades de la Basílica de San Pedro. Se dice que Gaurico llegó con gran pompa al lugar establecido. Un asistente suyo, el astrólogo Vincentius Campanatius de Bolonia, pidió inspeccionar el cielo con un astrolabio y se puso a gritar con grandes voces cuando consideró que había llegado el mejor momento para poner la primera losa de mármol.

## La escuela de astrología de Ferrara
Luca Gaurico era el rector de un colegio de astrología y astronomía en Ferrara. Uno de sus mejores alumnos era Giulio Cesare Scaligero. Como erudito, Gaurico publicó la traducción del Almagesto de Claudio Ptolomeo realizada por Jorge de Trebisonda, una obra que Gaurico dedicó a su patrocinador, el Papa Nicolás V. Gaurico sostenía que Tolomeo había nacido en Pelusio, la antigua ciudad del Bajo Egipto.

## Obras

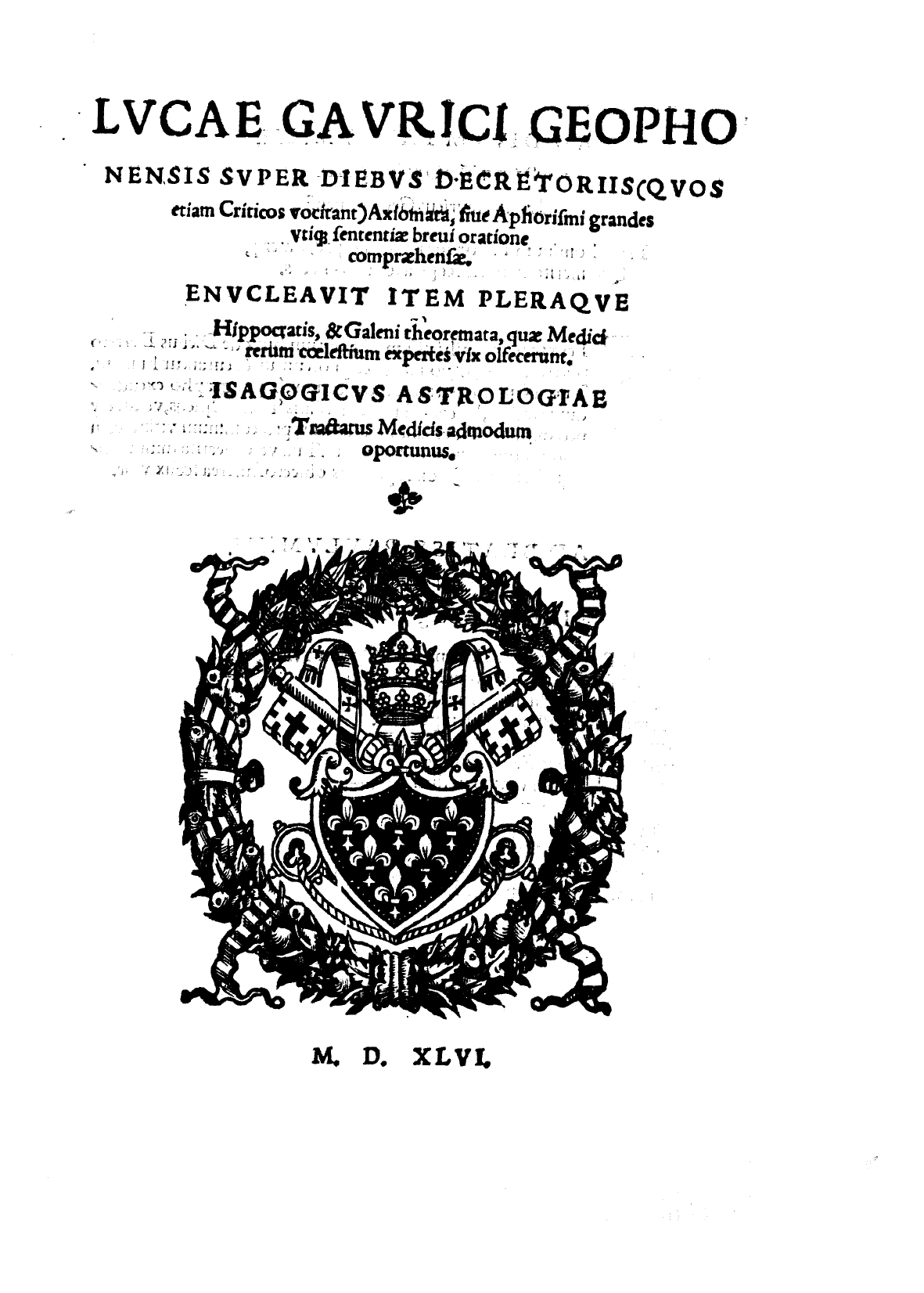
Super diebus decretoriis quos etiam criticos vocitant axiomata, 1546

- Luca Gaurico (1531).  [Lucantonio Giunta], ed. Sphaerae tractatus (en latín). Venetiis. Consultado el 1 de diciembre de 2020.
- Luca Gaurico (1533).  [Lucantonio Giunta], ed. Ephemerides recognitae et ad unguem castigatae (en latín). Venezia. Consultado el 16 de mayo de 2015.
- Luca Gaurico (1552).  apud Iuntas, ed. Calendarium ecclesiasticum novum (en latín). Venetiis. Consultado el 16 de mayo de 2015.
- Luca Gaurico (1546).  [s. n.], ed. Super diebus decretoriis quos etiam criticos vocitant axiomata (en latín). (Impressum Romae). Consultado el 16 de mayo de 2015.

## Eponimia
- El cráter lunar Gauricus ha recibido este nombre en su honor.